# Höttingen
Höttingen – miejscowość i gmina w Niemczech, w kraju związkowym Bawaria, w rejencji Środkowa Frankonia, w powiecie Weißenburg-Gunzenhausen. wchodzi w skład wspólnoty administracyjnej Ellingen. Leży około 5 km na północny wschód od Weißenburg in Bayern.

## Dzielnice
W skład gminy wchodzą następujące dzielnice: Höttingen, Fiegenstall i Weiboldshausen.

## Demografia
| Rok  | Liczba mieszk. |
| ---- | -------------- |
| 1970 | 935            |
| 1987 | 1032           |
| 2000 | 1219           |

## Oświata
(na 1999)

W gminie znajduje się 75 miejsc przedszkolnych (44 dzieci).